# 세 자매 (2010년 드라마)
《세 자매》는 2010년 4월 19일부터 2010년 10월 27일까지 방영된 SBS 일일드라마이며 집필자 최윤정 작가는 2007년 같은 채널 《사랑하는 사람아》의 실패 이후 해당 작품을 통해 3년 만에 집필활동을 재개했다.
그러나, 최윤정 작가는 2001년부터 2006년까지 더체인지(구 김종학프로덕션), 에이엠문과 함께 4차례에 걸쳐 드라마 대본 집필 전속 계약을 체결했지만 더체인지의 동의 없이 해당 작품 제작에 참여했고 이 과정에서 더체인지는 2010년 8월 21일 최윤정 작가와 에이엠문을 상대로 선급금 반환 청구 소송을 제기했으며 이 일로 인해 최윤정 작가는 해당 작품 이후 한동안 집필활동을 중단했다가 2014년 같은 채널 《사랑만 할래》로 집필활동을 재개했다.

## 기획 의도
중년 세대의 세 자매와 젊은 세대의 세 자매의 삶과 사랑을 그린 드라마

## 등장인물

### 주요 인물
- 명세빈 : 김은영 역
- 양미라 : 김은실 역
- 조안 : 김은주 역

### 김은영 관련 인물
- 김영재 : 최영호 역
- 임지은 : 강미란 역
- 서지희 : 최보람 역

### 김은실 관련 인물
- 심형탁 : 박우찬 역
- 안서현 : 윤구슬 역

### 김은주 관련 인물
- 송종호 : 이민우 역
- 김진우 : 고세종 역

### 그 외 인물들
- 장용 : 김원태 역
- 박원숙 : 장순애 역
- 정재순 : 장장애 역
- 견미리 : 장지애 역
- 이제훈 : 김은국 역
- 신지수 : 박진숙 역
- 현우성 : 이민철 역
- 신수정 : 고지영 역
- 박준금 : 신숙자 역
- 박정수 : 박영옥 역
- 김해인 : 오경아 역
- 김병세 : 정재석 역
- 신하연
- 이대로 : 영호 부 역
- 최은숙 : 영호 모 역
- 서권순 : 재석 모 역
- 권은정 : 삼복 역
- 최대호
- 이창준
- 최재형

## 연장
- 세 자매 방영 분량이 120부작에서 3회 연장되어 123부작으로 변경 및 확정되었다.

## 수상
- 2010년 SBS 연기대상 연속극 부문 여자 조연상 임지은

## 경쟁 프로그램
- 바람 불어 좋은 날 (KBS1)
- 웃어라 동해야 (KBS1)
- 볼수록 애교만점 (MBC)
- 살맛 납니다 (MBC)
- 황금물고기 (MBC)

## 참고 사항
- KBS 2TV <행복한 아침> 후속으로 방영된 드라마의 제목과 동일했는데, 해당 드라마는 방영 전 <세 여자>로 제목을 변경하였다.
- 최윤정 작가는 2001년부터 2006년까지 더체인지(구 김종학프로덕션), 에이엠문과 함께 4차례에 걸쳐 드라마 대본 집필 전속 계약을 체결했지만 더체인지의 동의 없이 해당 작품 제작에 참여했고 이 과정에서 더체인지는 2010년 8월 21일 최윤정 작가와 에이엠문을 상대로 선급금 반환 청구 소송을 제기했다.[4]
- 살인사주, 복수와 협박, 빈번한 폭행, 비윤리적인 치정관계 등 지나치게 자극적인 내용을 청소년시청보호시간대에 내보내어 방송위원회로부터 '시청자에 대한 사과' 조치를 받았다.[5]